# 迪约勒菲
迪约勒菲（法語：Dieulefit，法語發音：[djøl(ə)fi]）是法国德龙省的一个市镇，位于该省南部，属于尼永斯区。

## 地理
迪约勒菲（44°31'23"N, 5°3'56"E）面积27.42 平方千米，位于法国奥弗涅-罗讷-阿尔卑斯大区德龙省，该省份为法国东南部内陆省份，北起顺时针与伊泽尔省、上阿尔卑斯省、上普罗旺斯阿尔卑斯省、沃克吕兹省和阿尔代什省接壤。
与迪约勒菲接壤的市镇（或旧市镇、城区）包括：罗什博丹、蒙茹、孔普斯、里芒杜勒河畔费利讷、勒波厄拉瓦、罗什圣塞克雷-贝科讷、特吕纳斯、韦斯克。

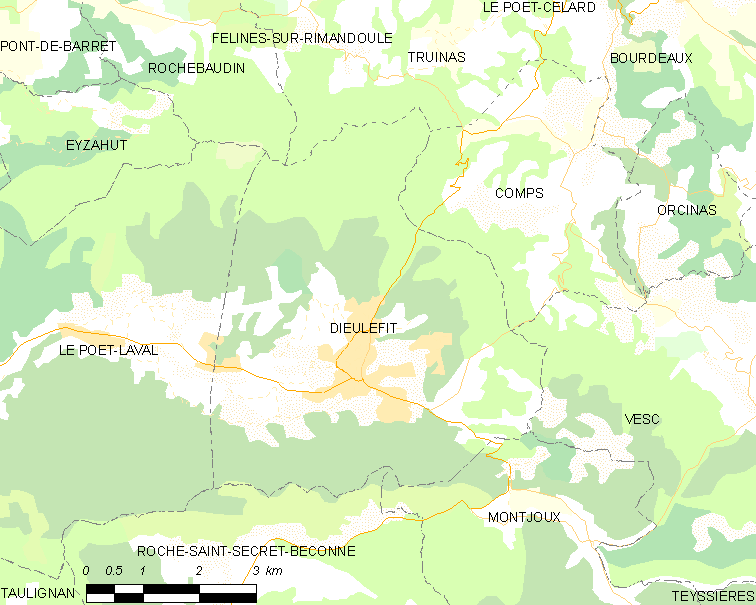
迪约勒菲的OSM定位图

迪约勒菲的时区为UTC+01:00、UTC+02:00（夏令时）。

## 行政
迪约勒菲的邮政编码为26220，INSEE市镇编码为26114。

## 政治
迪约勒菲所属的省级选区为迪约勒菲县。

## 人口

1962-2008年间迪约勒菲人口变化图示

迪约勒菲于2022年1月1日时的人口数量为3204人。